# Apep

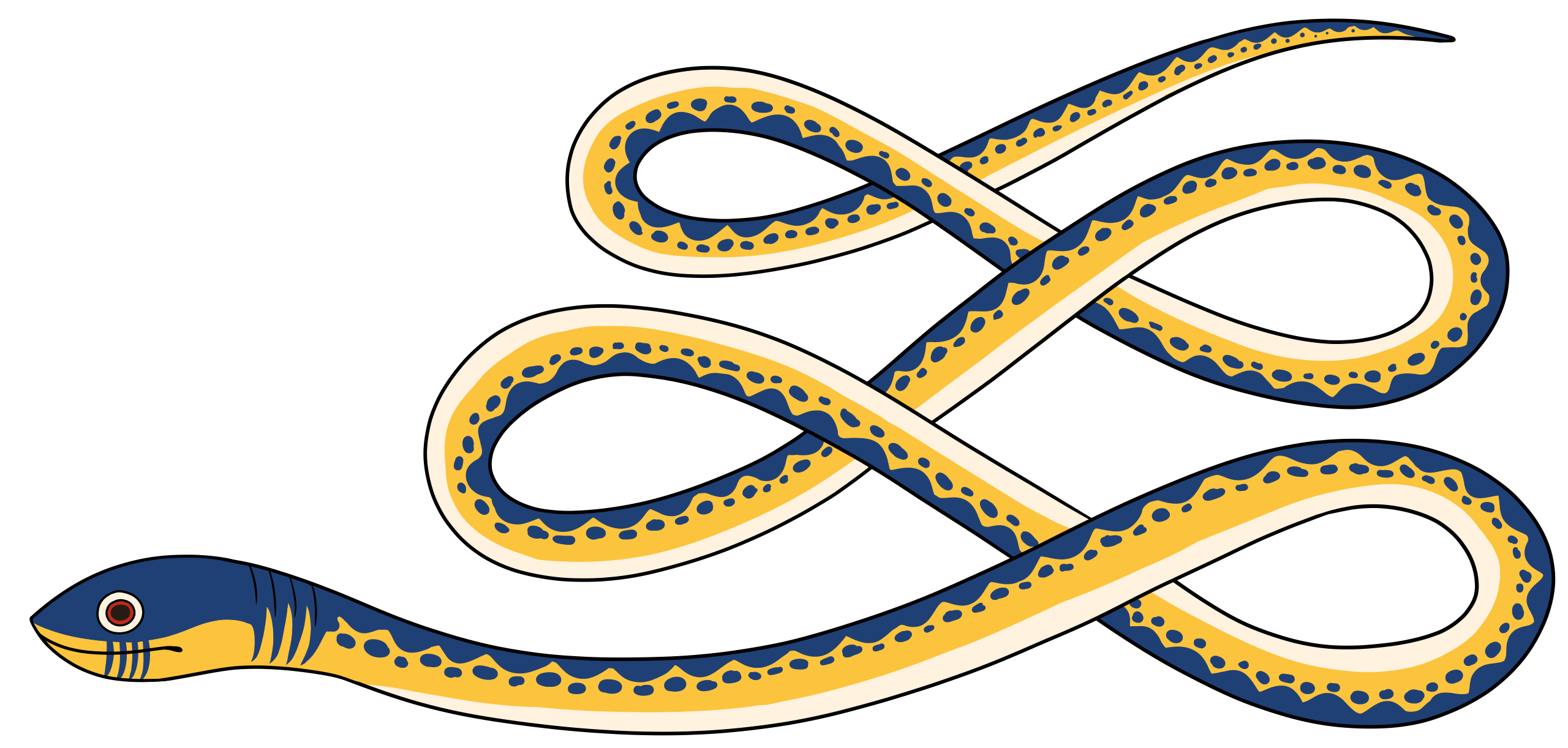
Apep, modern sammanställning efter historiska verk.

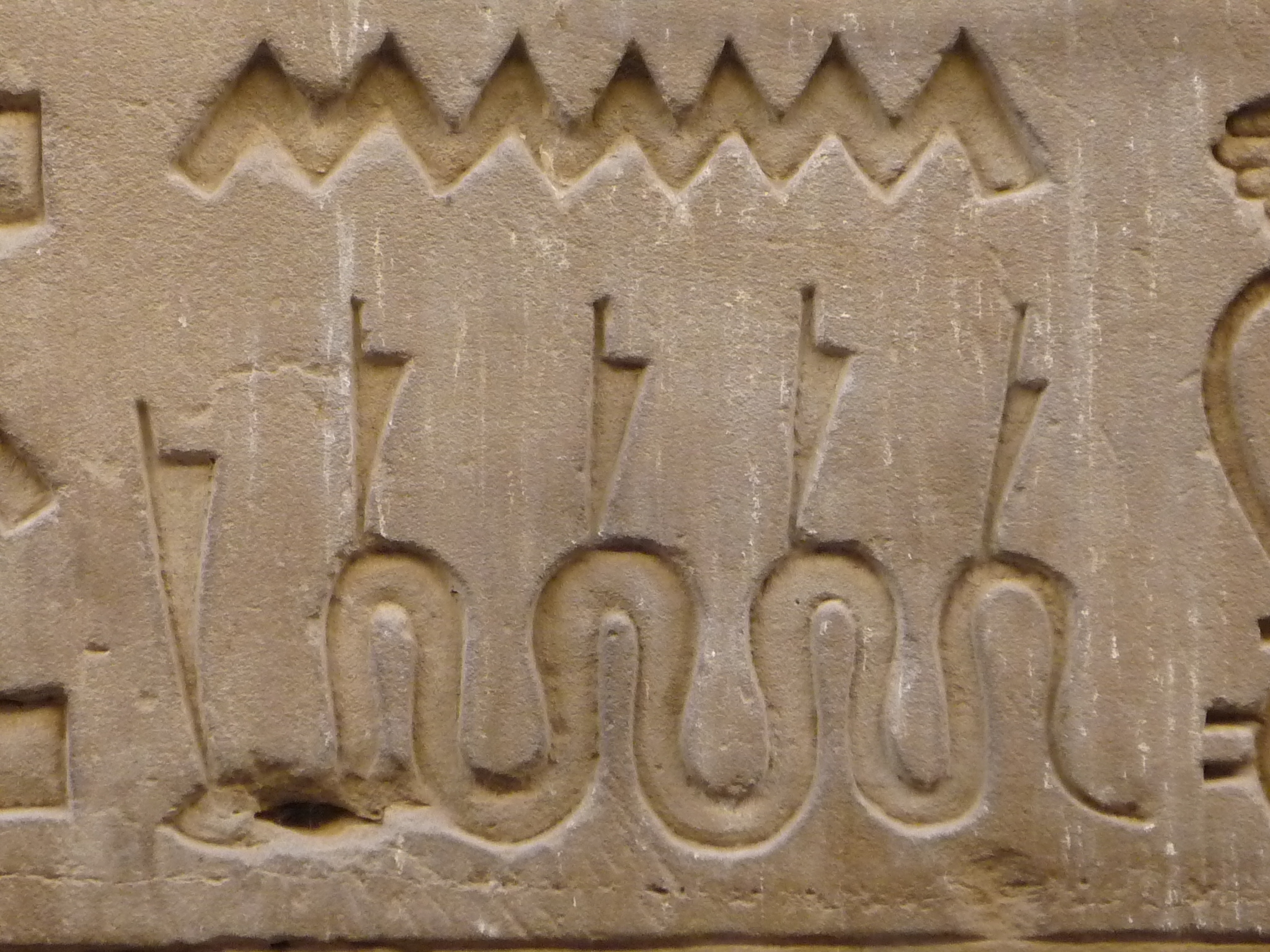
Hieroglyf för Apeps namn som visar en orm huggen med 5 knivar.

Apep (demotiska: ꜥꜣpp, uttal: /*ápöp͡h/), Aphoph (koptiska: Ⲁⲫⲱⲫ, /áp͡håp͡h/) eller Apofis (klassisk grekiska: Ἄποφις, Apophis, /áhpåfis/) var en demon i drake/ormgestalt i det antika Egyptens religion. Apep troddes dagligen försöka hindra solguden Ras färd över den himmelska versionen av Nilen.
Under en period av dåligt väder verkade Apep vinna, men Ra lyckades till slut hugga huvudet av ormen. Berättelsen om striden mot Apep fanns i olika egyptiska texter om döden, som Boken om den undre världen, Boken om döden eller Boken om apeps fall. Enligt andra myter blev Apep besegrad av Set. Den röda färgen på himlen under soluppgången tolkas som Apeps spillda blod. Även Atum har avbildats mot Apep.

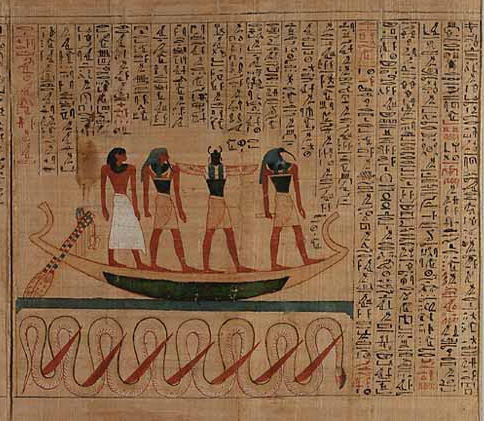
Apep nedan Ras bark med sju knivar.
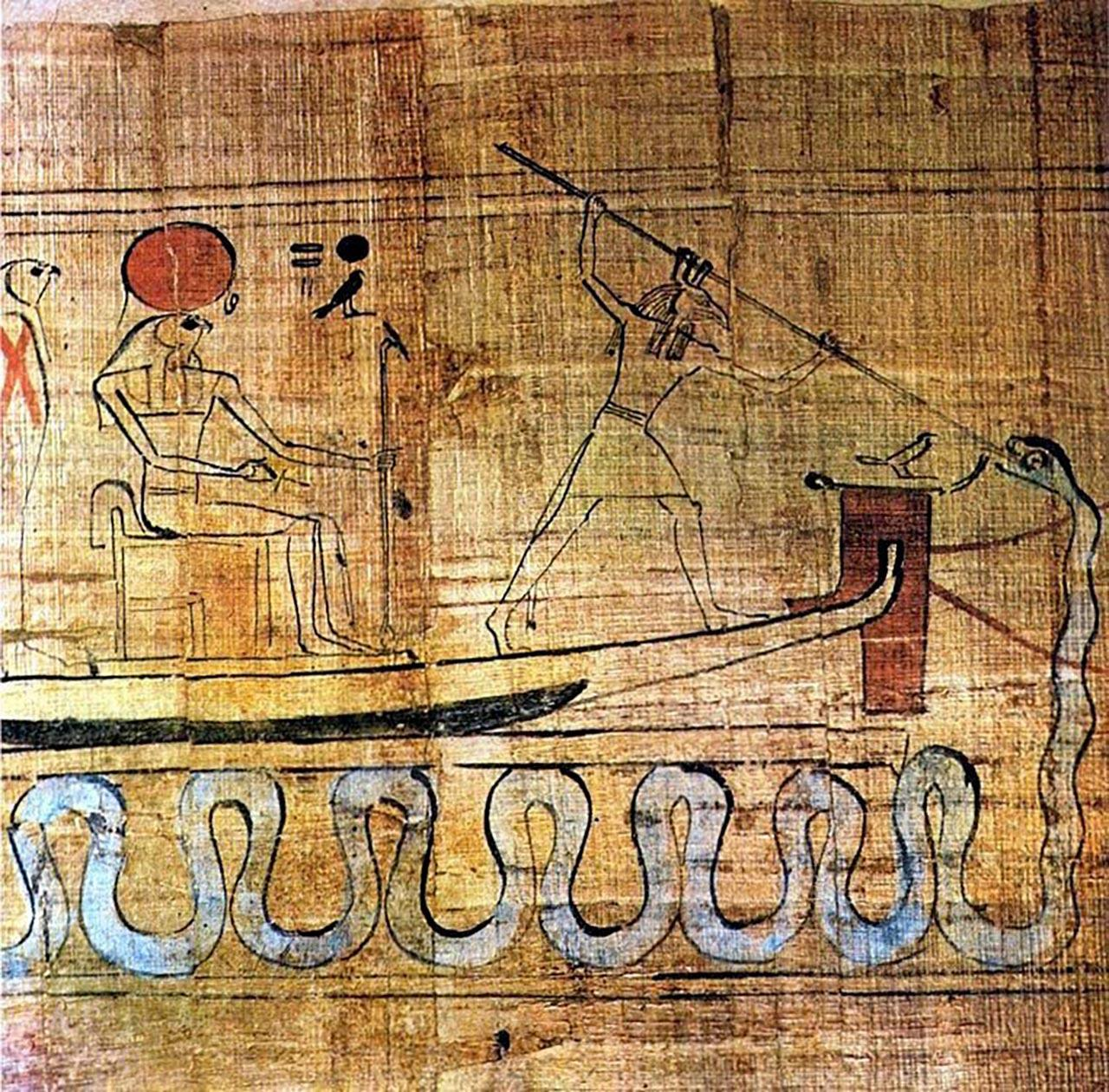
Apep blir spjutat av Set från Ras bark.
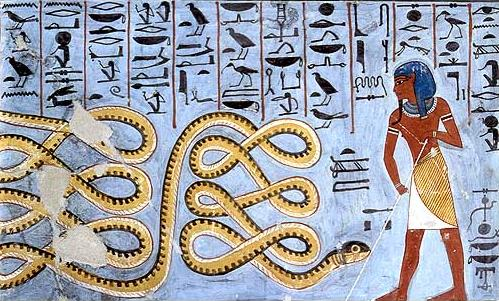
Apep blockeras av solguden Atum med ett spjut.

Ett annat vanligt motiv är att Ra, iförd skepnaden av kattguden Miuty, hugger mot Apep med en kniv.

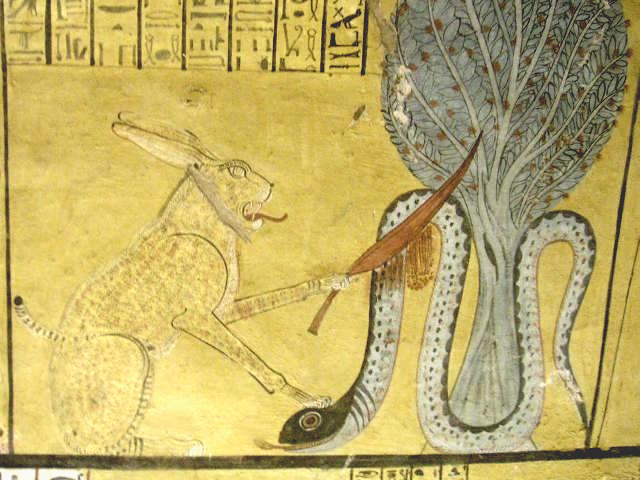
Apep besegras av Ra i skepnad av kattguden Miuty.
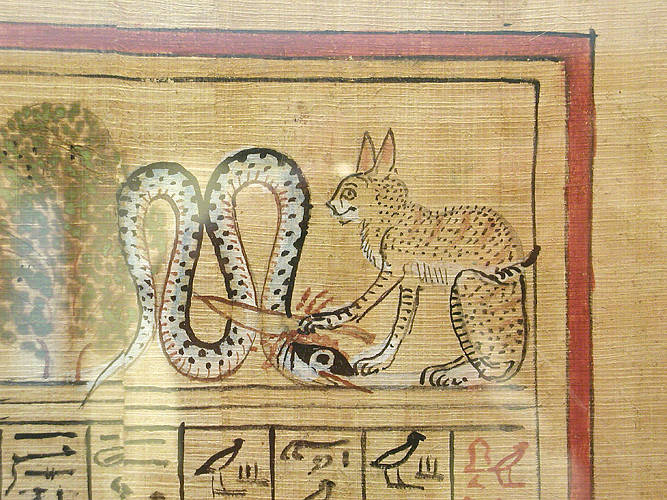
Apep besegras av Ra i skepnad av kattguden Miuty.
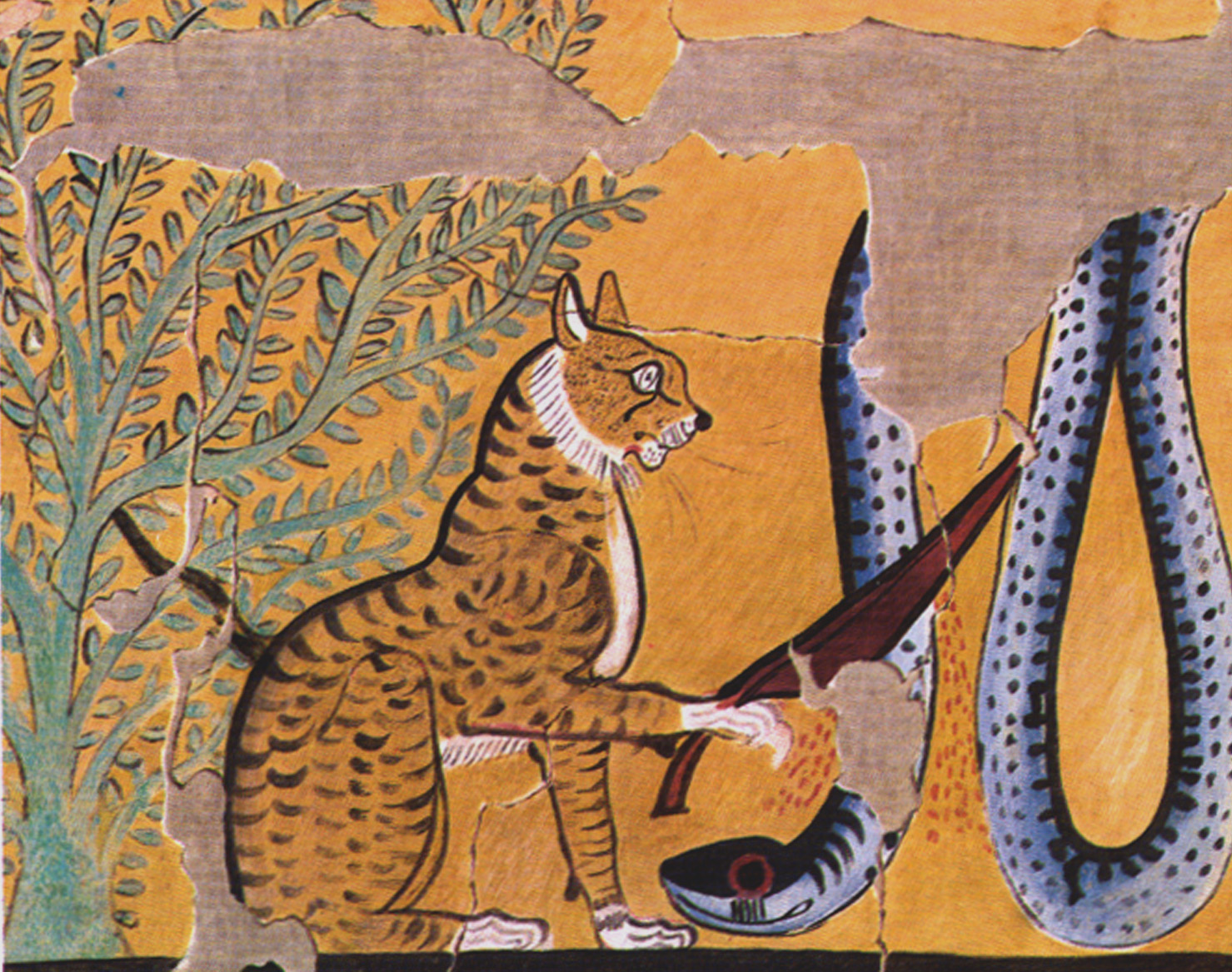
Apep besegras av Ra i skepnad av kattguden Miuty.

## Namnvarianter
Apeps namn har ingen egentlig standardiserad stavning eller form på svenska. Följande varianter kan nämnas i engelskspråkig skrift:
- Apep[3][4]
- Aapep[5]
- Apopis[6][7][8][9][10][11]
- Apophis[12][13][14][15][16][17][18][19][20][21]